# Hunnerpark
Het Hunnerpark (voorheen Hunerpark) is een park in de wijk Hunnerberg aan de rand van het stadscentrum van de Nederlandse stad Nijmegen.

## Geschiedenis

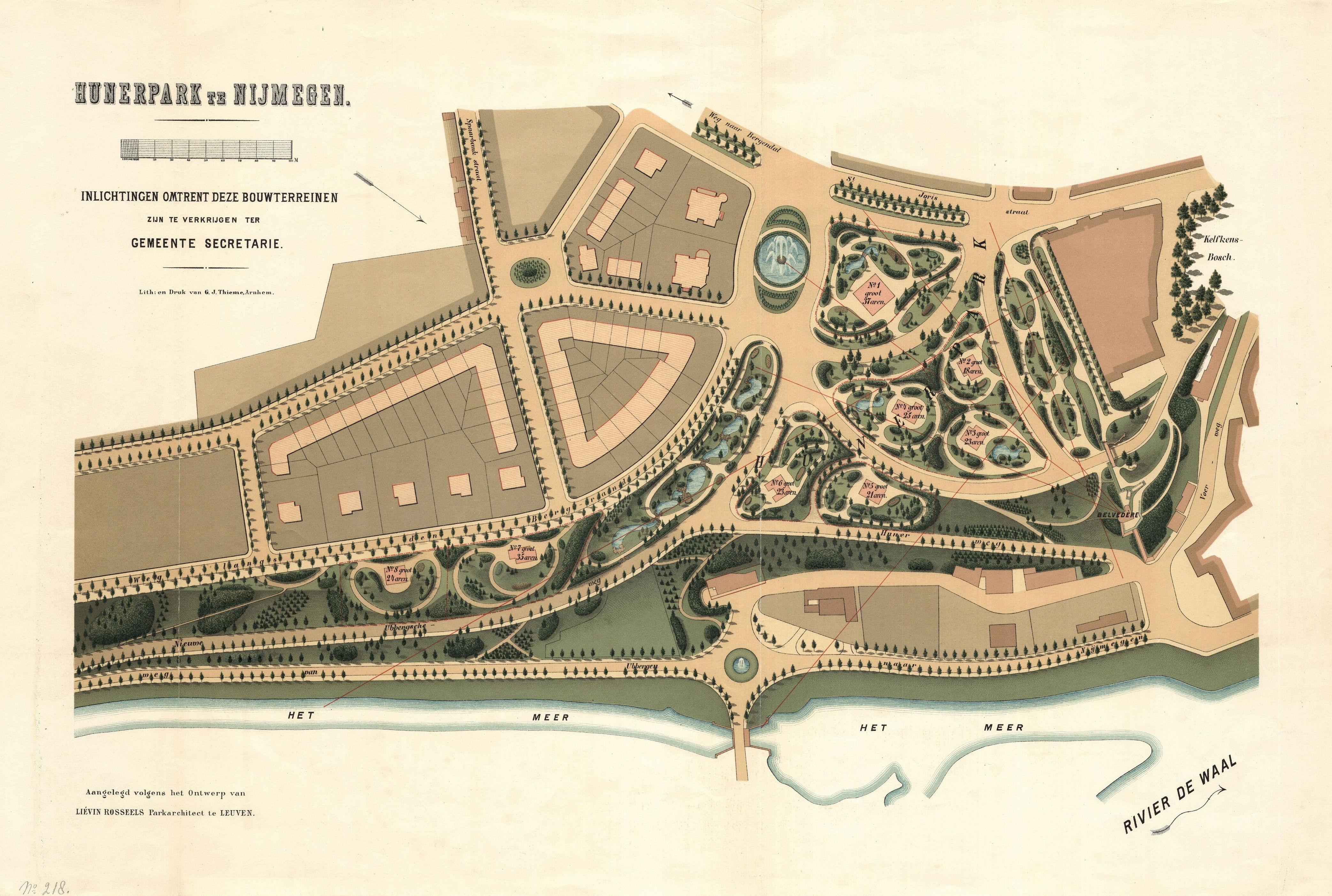
Plattegrond Hunnerpark 1885

Het Hunnerpark ligt aan de rand van de stuwwal uit het Saale-glaciaal op een plek die vroeger Hoenderberg genoemd werd en waarop een schans gelegen was. Het park werd tussen 1876 en 1884 gecreëerd toen de stadsmuren in Nijmegen afgebroken werden. Er waren plannen om een villapark op de locatie te bouwen, maar het park werd aangelegd naar een ontwerp van de Leuvense tuinarchitect Liévin Rosseels. Aan één zijde werd de stadsmuur bewaard en in het park ligt een monumentale voetbrug.
Oorspronkelijk had het park een tweemaal groter oppervlak dan vandaag de dag. Bij de aanleg van de oprit naar de Waalbrug in 1935/36 werd het park gehalveerd en werd in dat gedeelte in het midden een verkeersplein aangelegd: het Keizer Lodewijkplein, naar Lodewijk de Vrome (in 1956 hernoemd tot Keizer Traianusplein). Het was een groot rond plein met groen in het midden, net als het Keizer Karelplein. Het huidige park is toen aangelegd naar ontwerp van tuinarchitect Klaas Cornelis van Nes. Het groengedeelte ten oosten van het Traianusplein zou tot 2007 nog de naam Hunnerpark dragen, al lag het gescheiden van de rest van het park.

## Situering

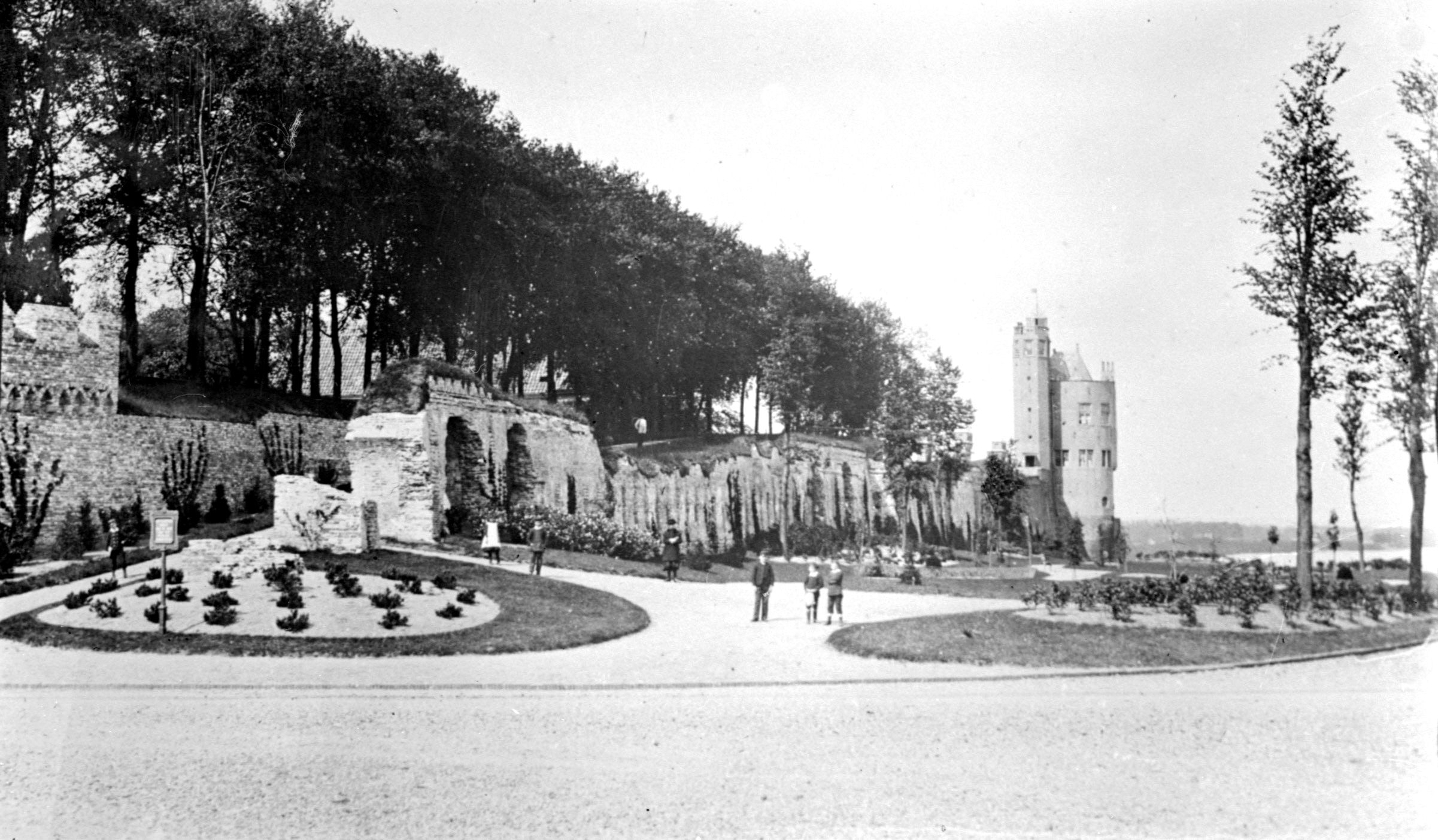
Zicht vanuit het Hunnerpark, op de Belvédère 1890

Het Hunnerpark wordt met de klok mee omringd door de Waalbrug in het noorden, de Generaal James Gavinweg in het oosten, het Keizer Traianusplein in het zuidoosten, de Sint-Jorisstraat in het zuiden, het Kelfkensbos met Museum Het Valkhof in het zuidwesten, het Valkhof in het westen (gescheiden door de Voerweg) en de Waalkade in het noordwesten.
Bij de stadsmuur stond vanaf begin jaren 1960 tot 2012 de beeldengroep De Vier Jaargetijden van Mathurin Moreau die in 1889 aan de stad geschonken werd door de Vereeniging tot Verfraaiing van Nijmegen en het Schependom. In 2013 werd de beeldengroep teruggeplaatst op hun oorspronkelijk plaats aan de Nassausingel. In het park staat ook de toren Belvédère, Onder Belvédère bij de Waalbrug aan de Voerweg ligt het gemeentewapen uitgevoerd als bloemenmonument. Aan de kant van Kelfkensbos staat ook een kiosk die in 1911 door Jan Jacob Weve is gebouwd als tramwachthuisje. In het park staan verder een bronzen beeld van Petrus Canisius van Toon Dupuis uit 1927 en de C.A.P. Ivensbank van Charles Estourgie uit 1936.

## Tweede Wereldoorlog
Op 18 september 1944, tijdens de Slag om Nijmegen, was de brug bij Arnhem nog in handen van Britse paratroepen. Daarom stak de 500 man sterke 'Kampfgruppe Euling' (bestaande uit de 1. Kompagnie SS-Panzer-Pionier-Abteilung aangevoerd door SS-Untersturmführer Werner Baumgärtel en het 2. Bataillon SS-Panzergrenadier-Regiment 19 onder bevel van SS-Hauptsturmführer Karl-Heinz Euling) over de nog intacte Waalbrug bij Pannerden de Rijn over en groeven zich in het Hunnerpark in. Deze versterkingen stelden de SS'ers in staat zich hergroeperen onder leiding van Sturmbannführer Reinhold, die zijn hoofdkwartier opzette aan de noordoever van de Waal. Zij maakten hierbij gebruik van een aantal 50mm PAK 38 (PanzerAbwehrKanone). Eén exemplaar van dit type pantserafweergeschut staat als herinnering onderaan Belvédère met de loop op de Waalbrug gericht.

## Vierdaagsefeesten
Het Hunnerpark is een feestlocatie tijdens de Vierdaagsefeesten. Van 2006 tot 2014 stond discotheek The Matrixx op deze locatie; voordien bevond zij zich op de Waalkade onder de Waalbrug. Ook het jaarlijkse Oranjepop op Koninginnedag wordt sinds 2007 in het park gehouden. In 2011 was voor het eerst in het Hunnerpark ook het Nijmeegse Bevrijdingsfestival.

## Afbeeldingen

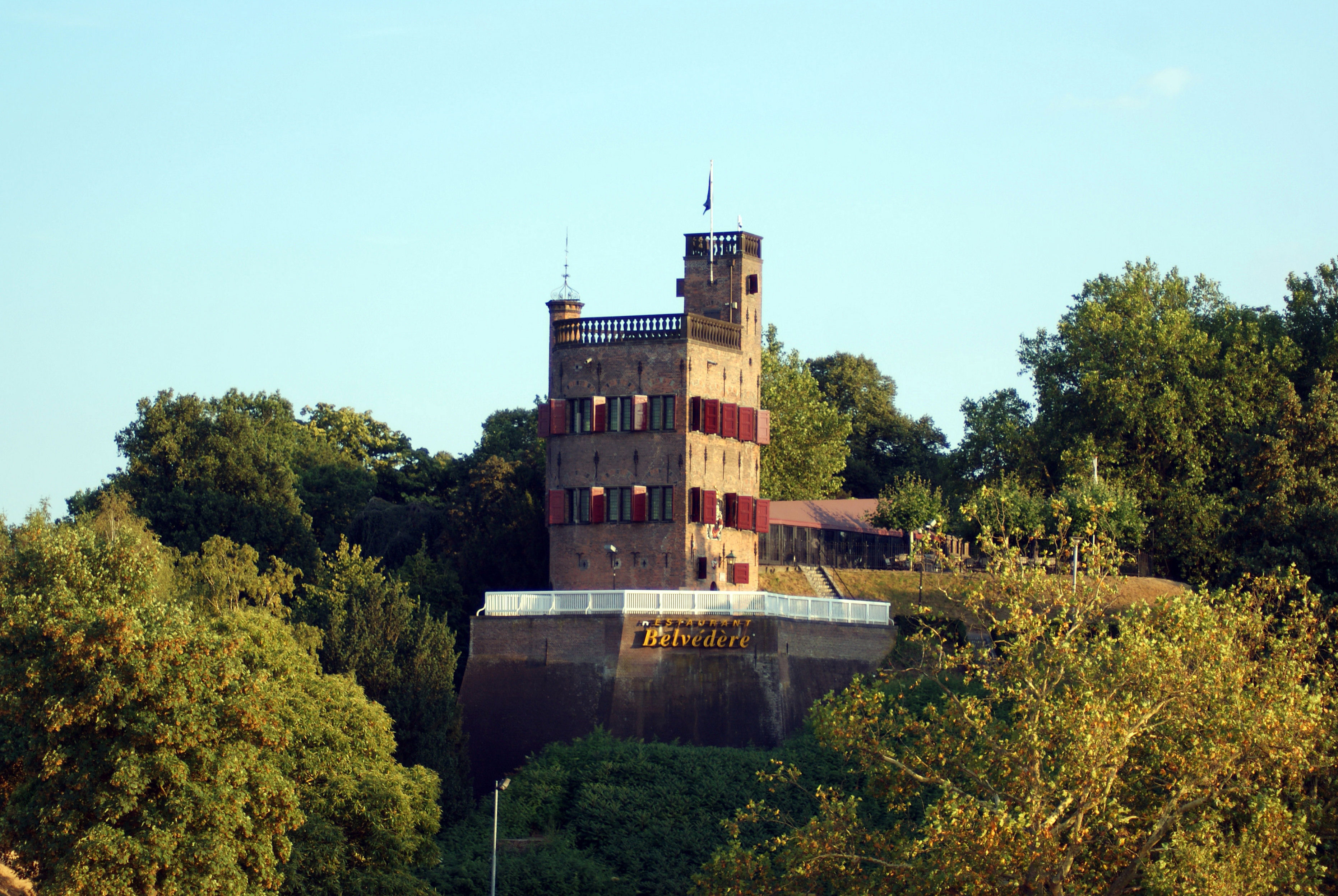
Belvédère
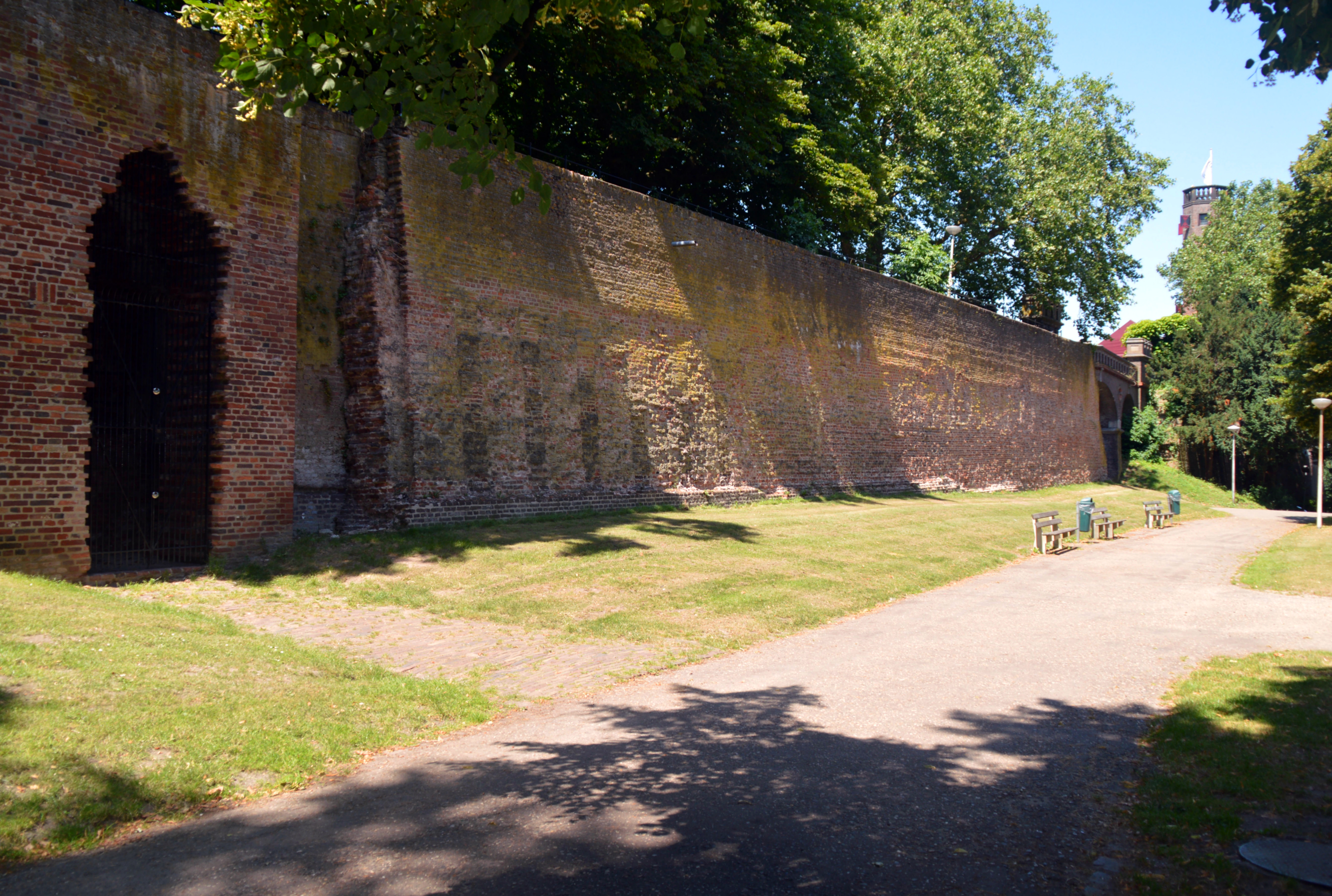
Stadsmuur en Belvédère
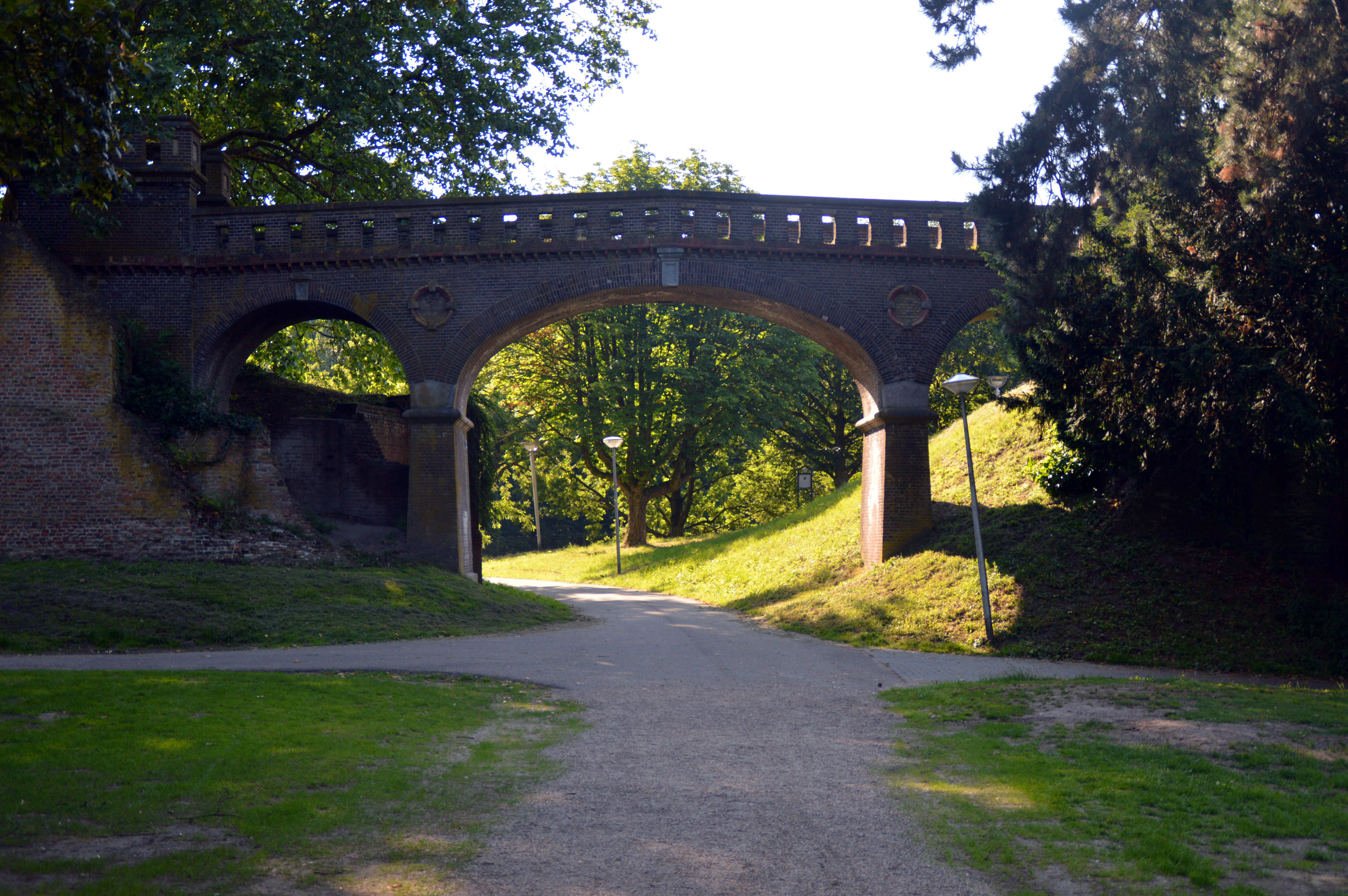
Voetbrug 1883
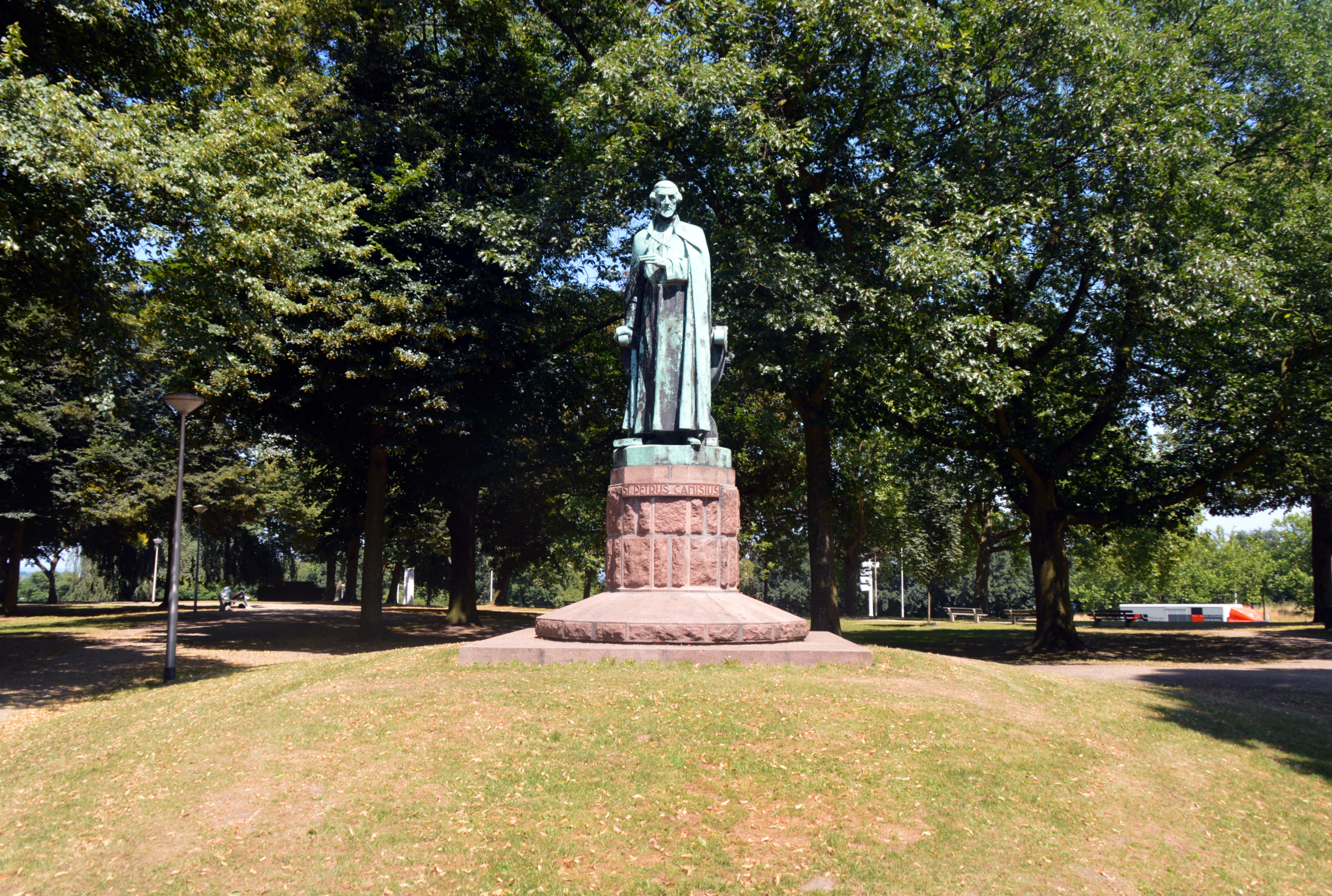
Standbeeld van Petrus Canisius
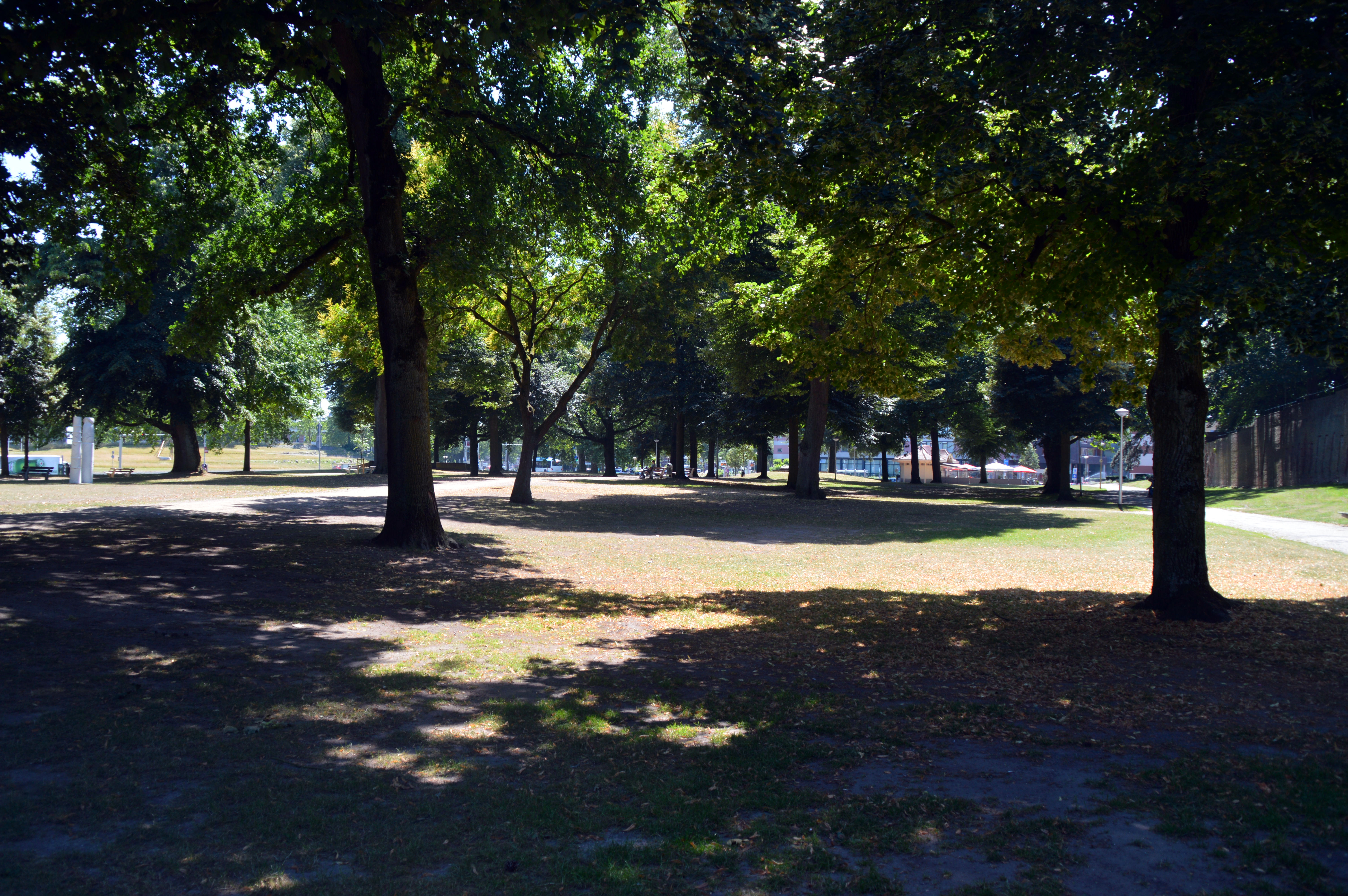
Hunnerpark
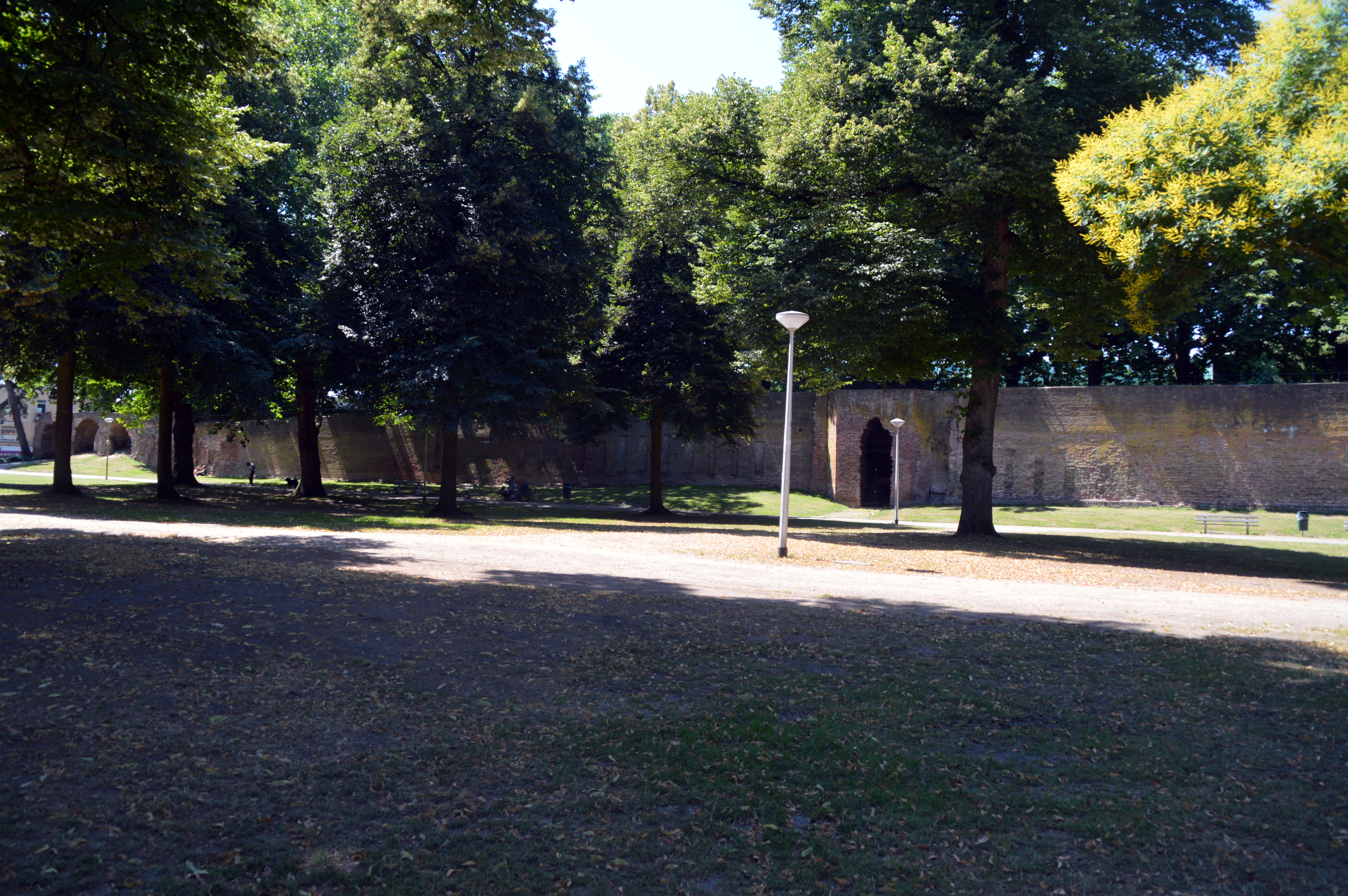
Stadsmuur
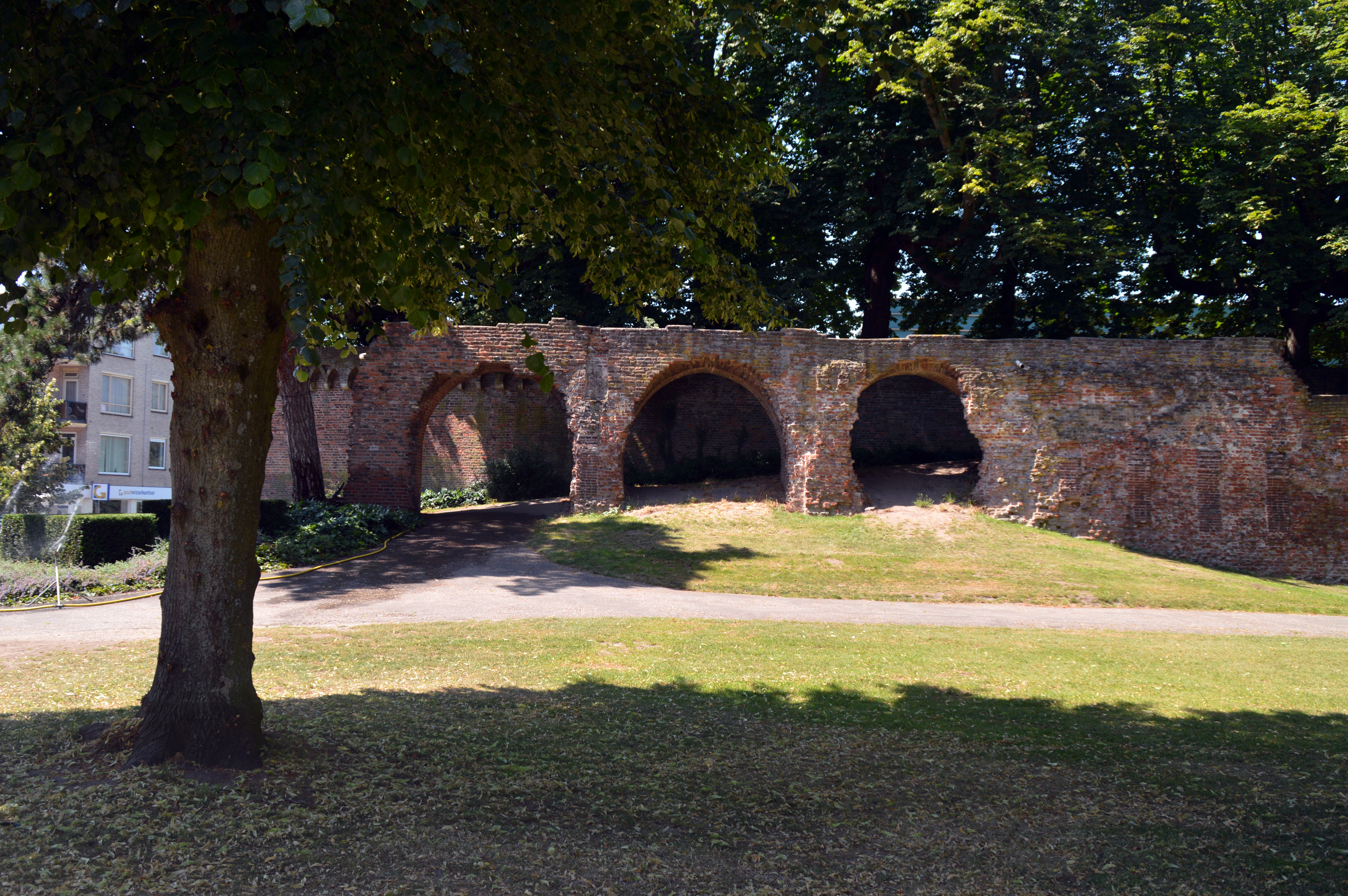
Stadsmuur
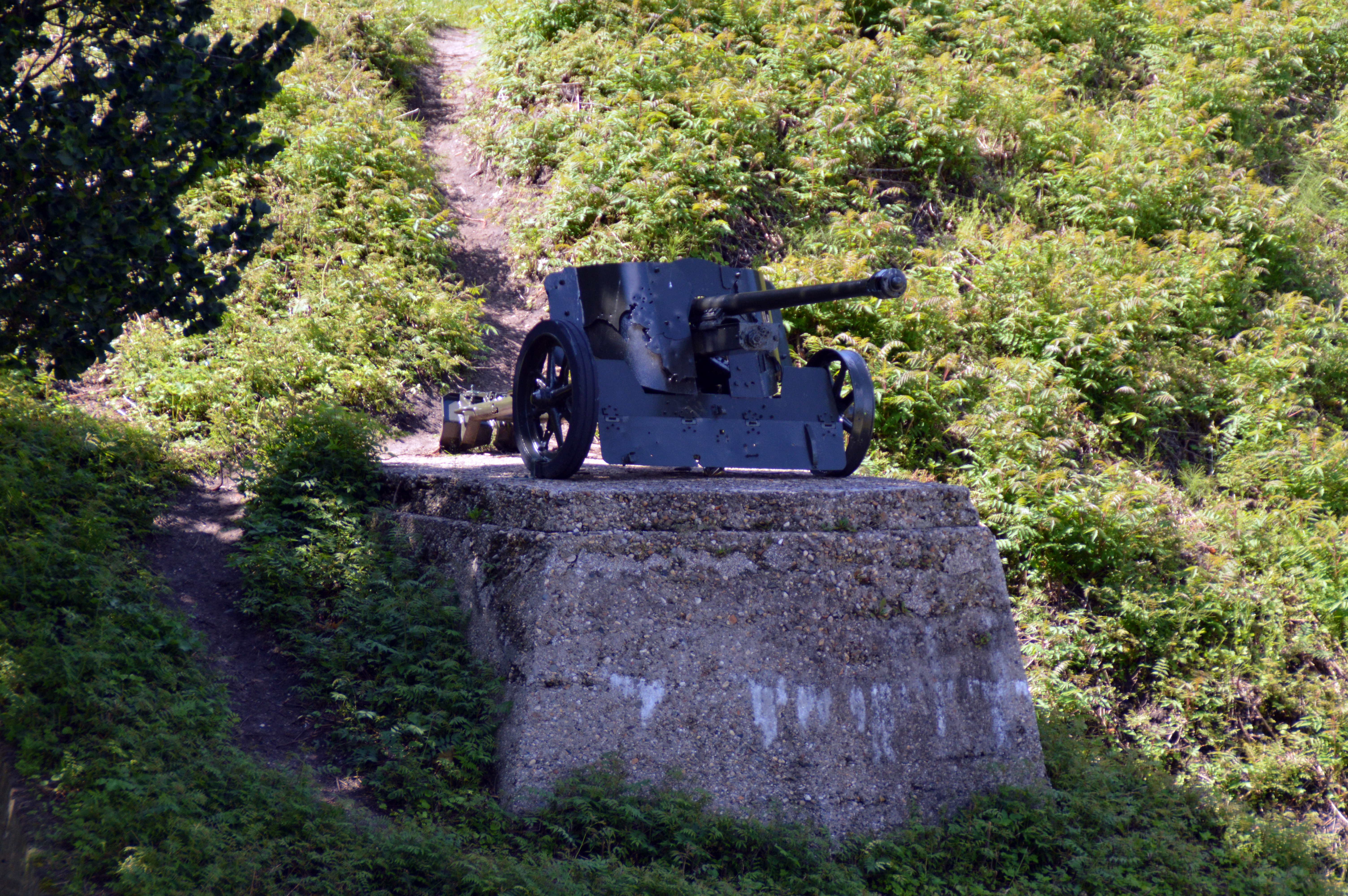
50mm PAK 38 Panzerabwehrkanone
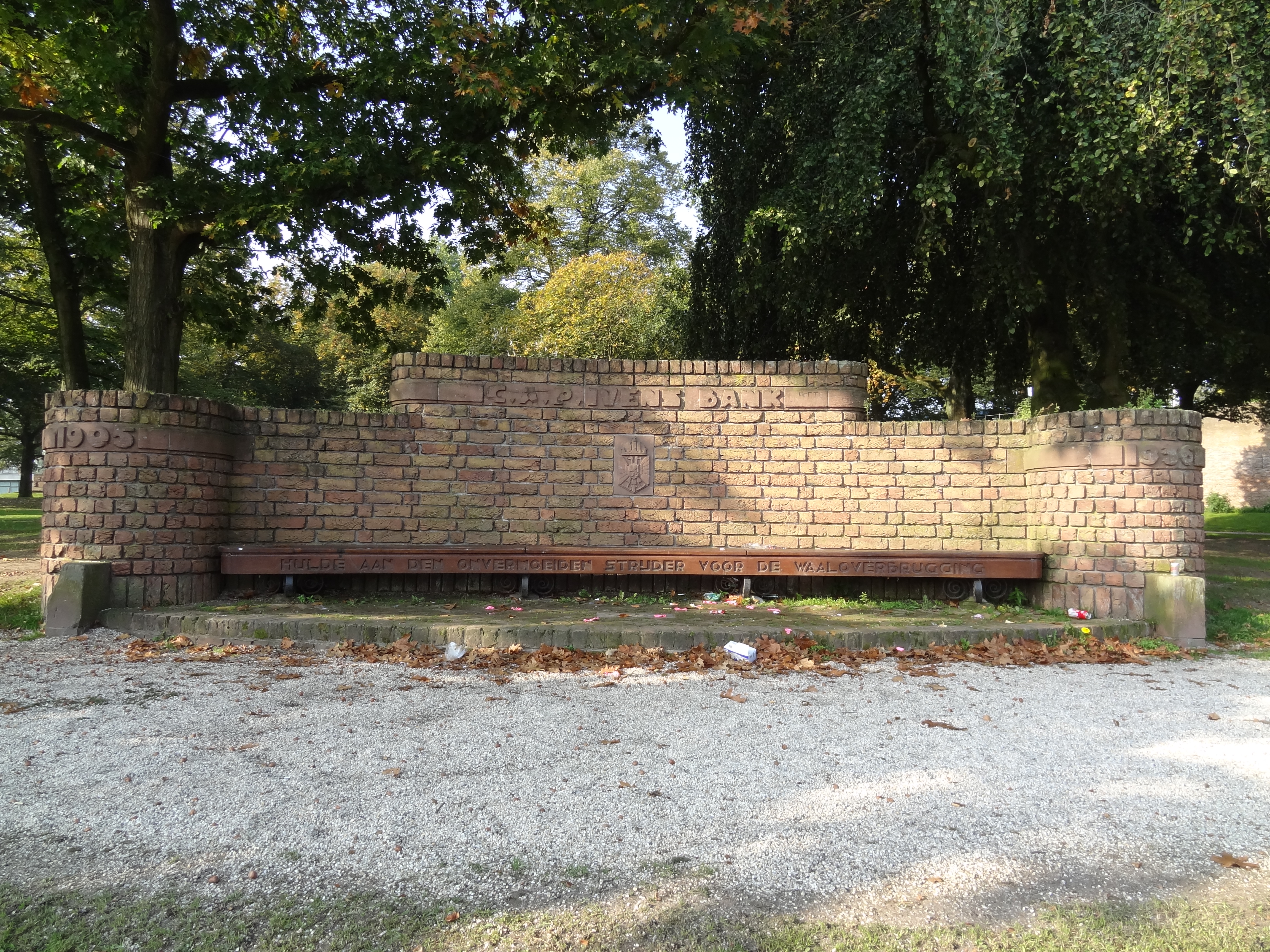
C.A.P. Ivens Bank
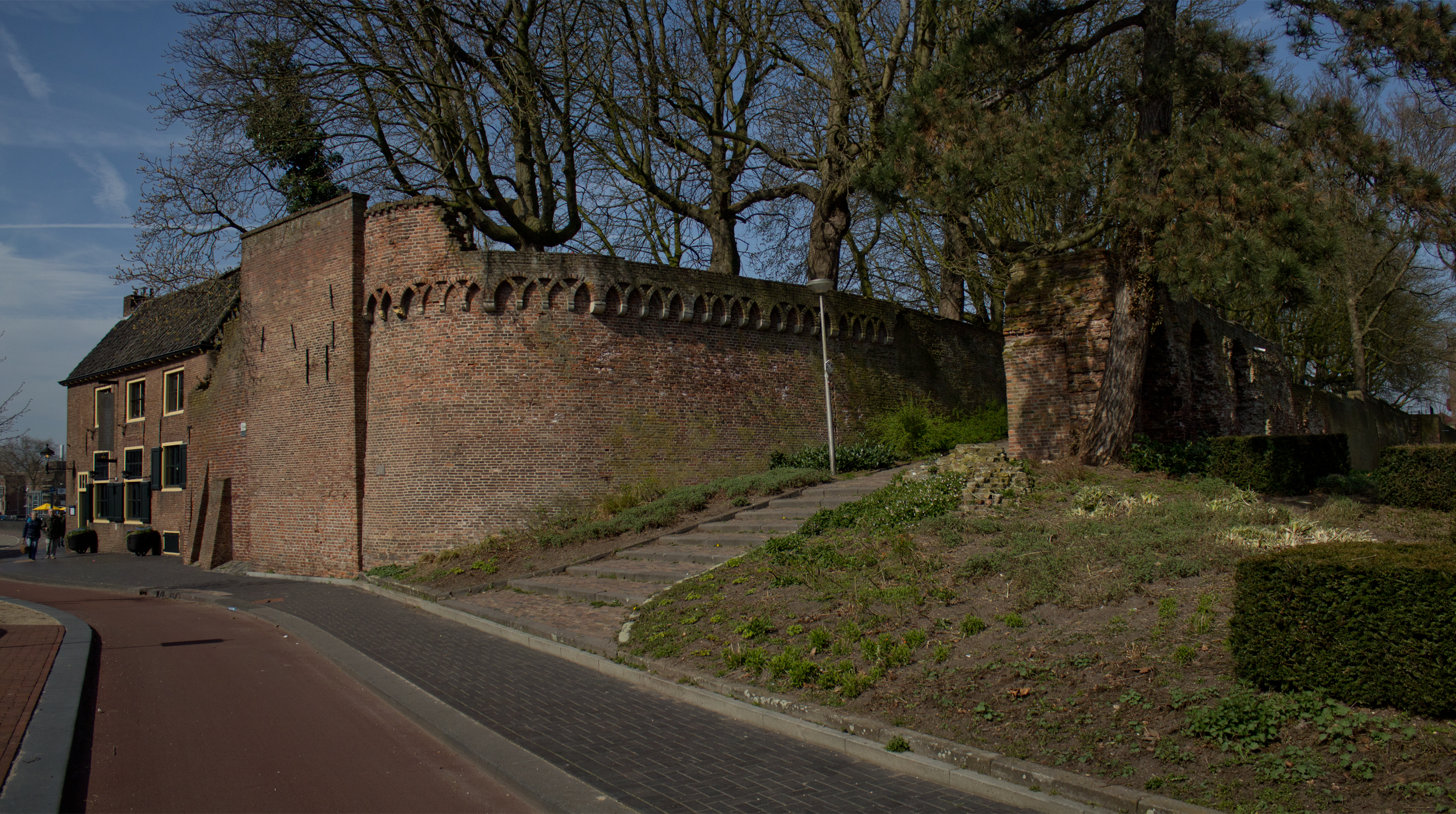
31196 stadsmuur hunnerpark
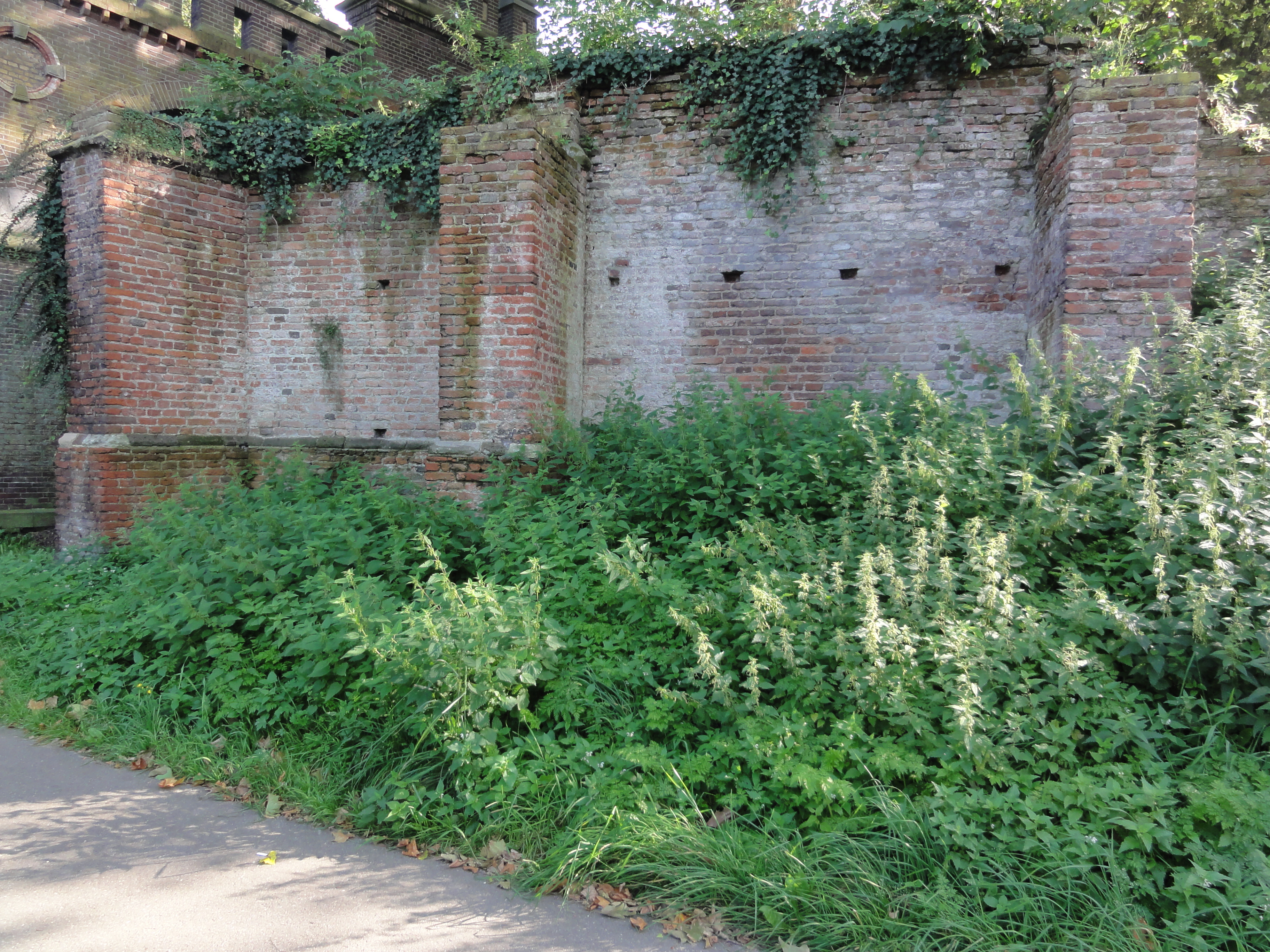
Ruïne van de St. Geertruidekapel
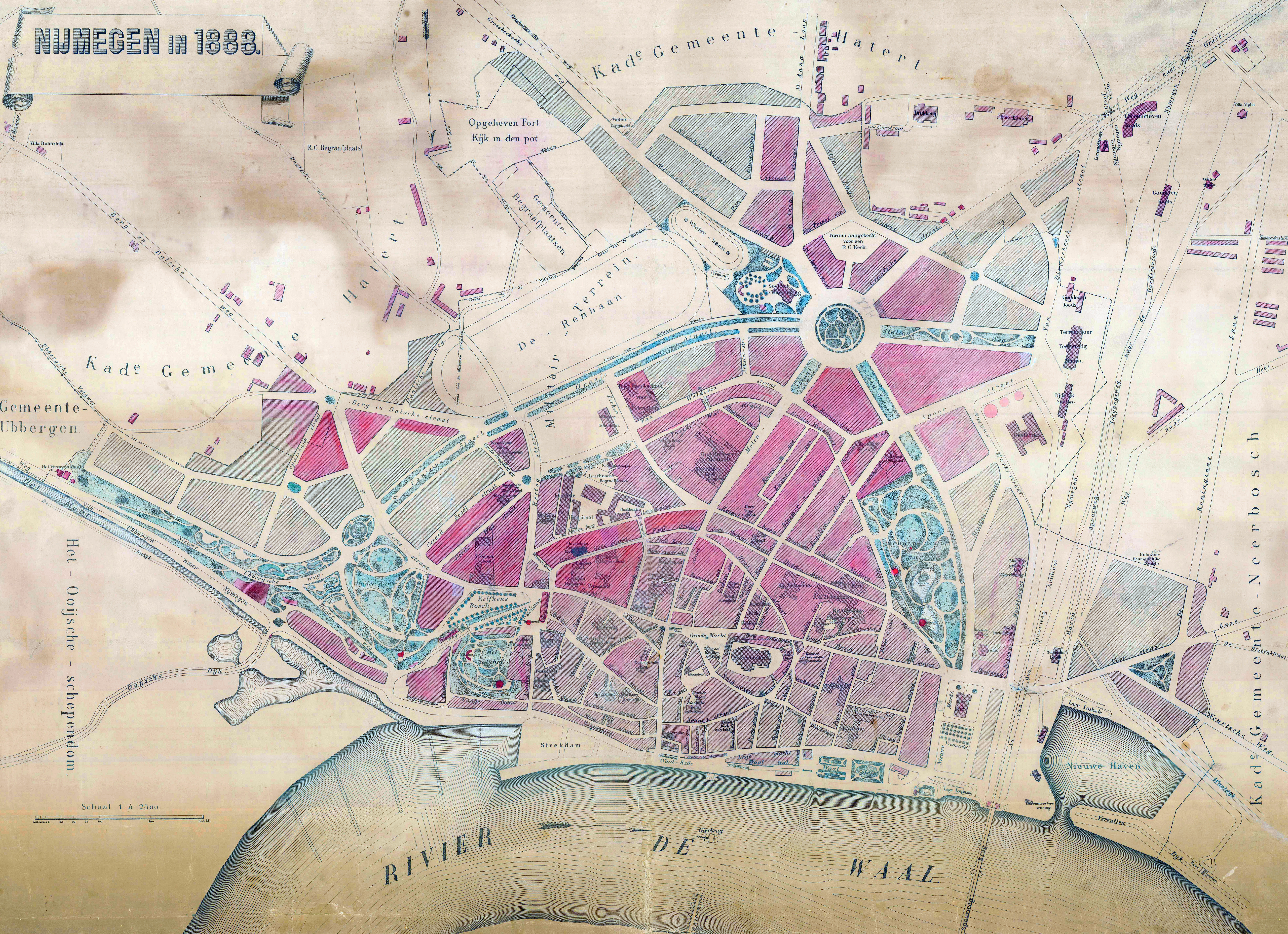
Situering park 1888